# Cortes (Leiria)
Cortes is een plaats (freguesia) in de Portugese gemeente Leiria en telt 2854 inwoners (2001).